# 後発航期
後発航期（こうはつこうき）とは、上陸中の艦艇乗員が乗艦の出港に遅刻して乗り遅れることである。遅刻した乗員は軍刑法に基づく刑罰や懲戒処分の対象とされる。
大日本帝国海軍においては、作戦出動の際の後発航期は敵前逃亡と同様にみなされる重罪であり（海軍刑法第73条－第77条）、法定刑は死刑が規定されていた。
海上自衛隊では平時は懲戒処分（減給）、重大任務の場合は停職処分となる。なおスケジュールにない緊急出港では乗員の3分の1が揃った時点で出港してしまうため処分はなく、間に合わなかった者はヘリコプターで移送される。
陸空でも指定時間までに正当の理由がなく遅滞した場合は処分対象となる。